# NBA Extra
NBA Extra est une émission de télévision française diffusée sur beIN Sports depuis le 8 janvier 2013 et présentée par Mary Patrux, Xavier Vaution, Rémi Reverchon, Chris Singleton, Éric Micoud, Jacques Monclar et Frédéric Weis.

## Principe
L'émission, quotidienne, analyse l'actualité de la NBA durant 45 minutes. Elle est diffusée du lundi au samedi de 12 h 45 à 13 h 30, avec une page de publicité au milieu. Chaque jour, la rédaction et les consultants élisent un « MVP de la nuit ». En fin d'émission, le Top 10 (ou Top 5) des plus belles actions de la nuit est diffusé.

## Les présentateurs
Aux côtés de Xavier Vaution et Remi Reverchon notamment :

### Jacques Monclar
International français (201 sélections), il remporte la Coupe des Coupes en 1988 avec le CSP Limoges, club avec lequel il remporte également un titre de Champion de France en 1988 après avec celui gagné avec l'ASVEL Lyon-Villeurbanne en 1981.
Devenu entraîneur, il est champion de France en 1991 et 1995 avec l'Olympique d'Antibes Juan-les-Pins puis il remporte la Coupe de France avec la JDA Dijon en 2006. 

### Mary Patrux
Née à Lesquin dans le Nord, elle est passionnée de basket dès son enfance et joue à Franconville. Étudiante, elle obtient une maîtrise d'histoire et intègre l'Institut pratique du journalisme. Après diverses expériences, elle se fixe à Eurosport puis devient en 2012 l'une des premières à intégrer BeIN Sports.